# Avril
Avril – miejscowość i gmina we Francji, w regionie Grand Est, w departamencie Meurthe i Mozela.
Według danych na rok 1990 gminę zamieszkiwało 506 osób, a gęstość zaludnienia wynosiła 25 osób/km² (wśród 2335 gmin Lotaryngii Avril plasuje się na 590. miejscu pod względem liczby ludności, natomiast pod względem powierzchni na miejscu 167.).

## Galeria

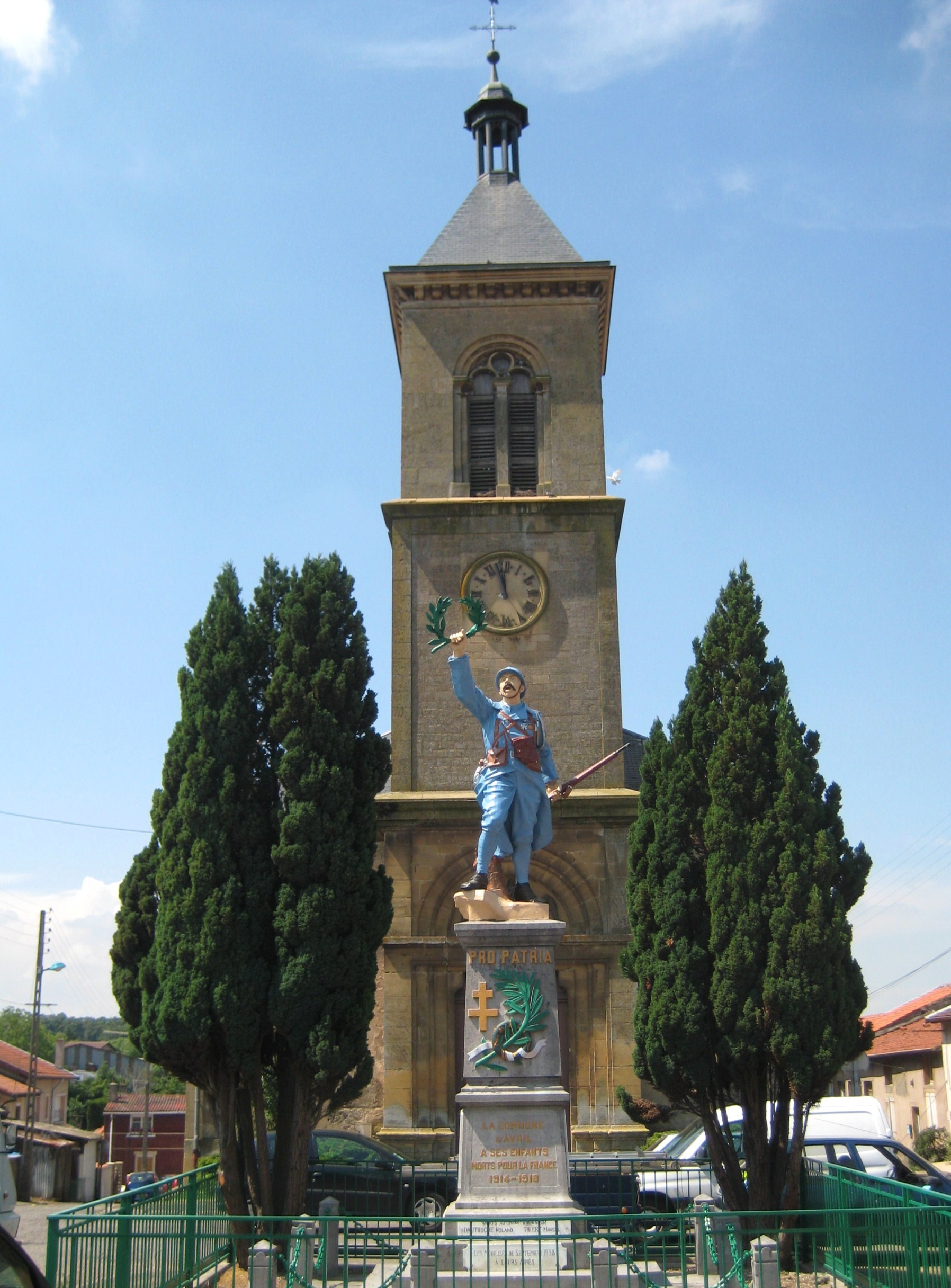
Kościół Wniebowzięcia NMP (2009)
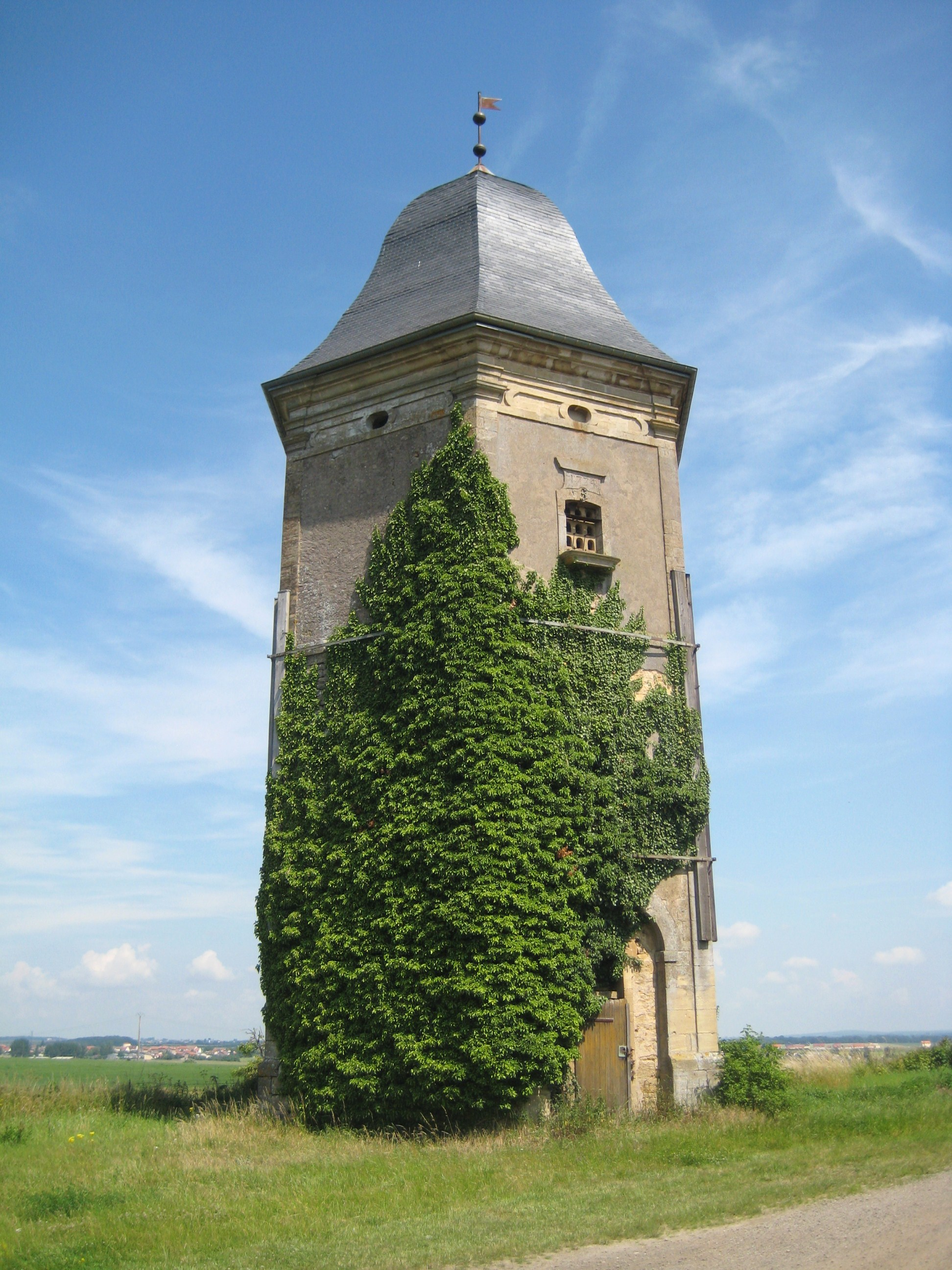
Zabytkowy gołębnik[1] (2009)
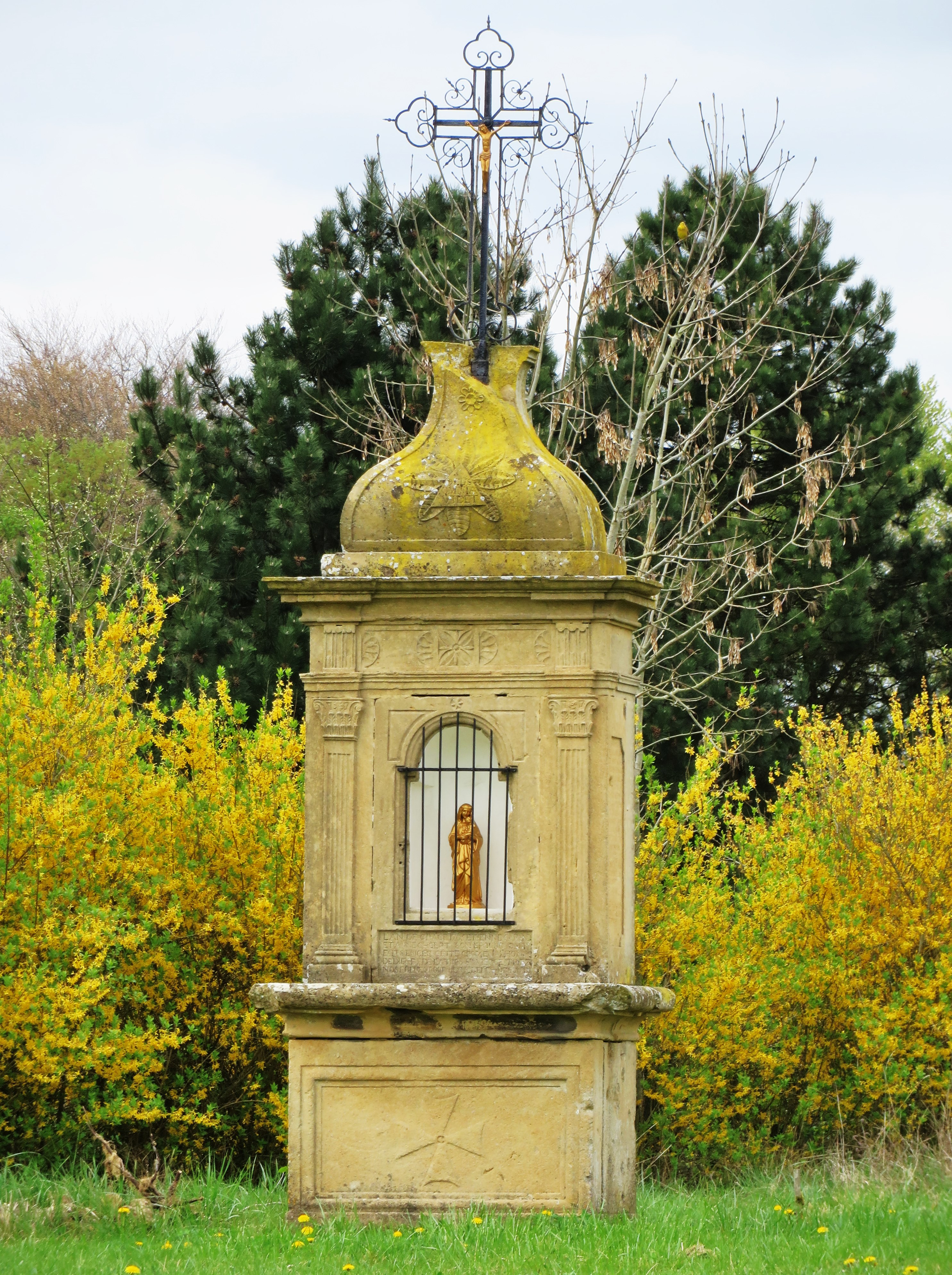
Kapliczka (2014)

## Populacja

Populacja Avril w latach 1962–2008